# 徐尊生
徐尊生（?—?），字大年，号赘叟，明代淳安厚屏（今威坪镇）人。
洪武二年（1369年），被召為山林逸士，與宋濂、胡翰、赵涝、贝琼等十八人共修《元史》，曾經替《地理志》作序。编成後 ，又修《日曆》。擔任翰林应奉。不久，以年老辞归。居家十餘年，朝中大臣荐为陕西教授，未赴任即病逝。著有《制诘》2卷、《怀归稿》10卷、《还乡稿》10卷。